# Ophokplicht

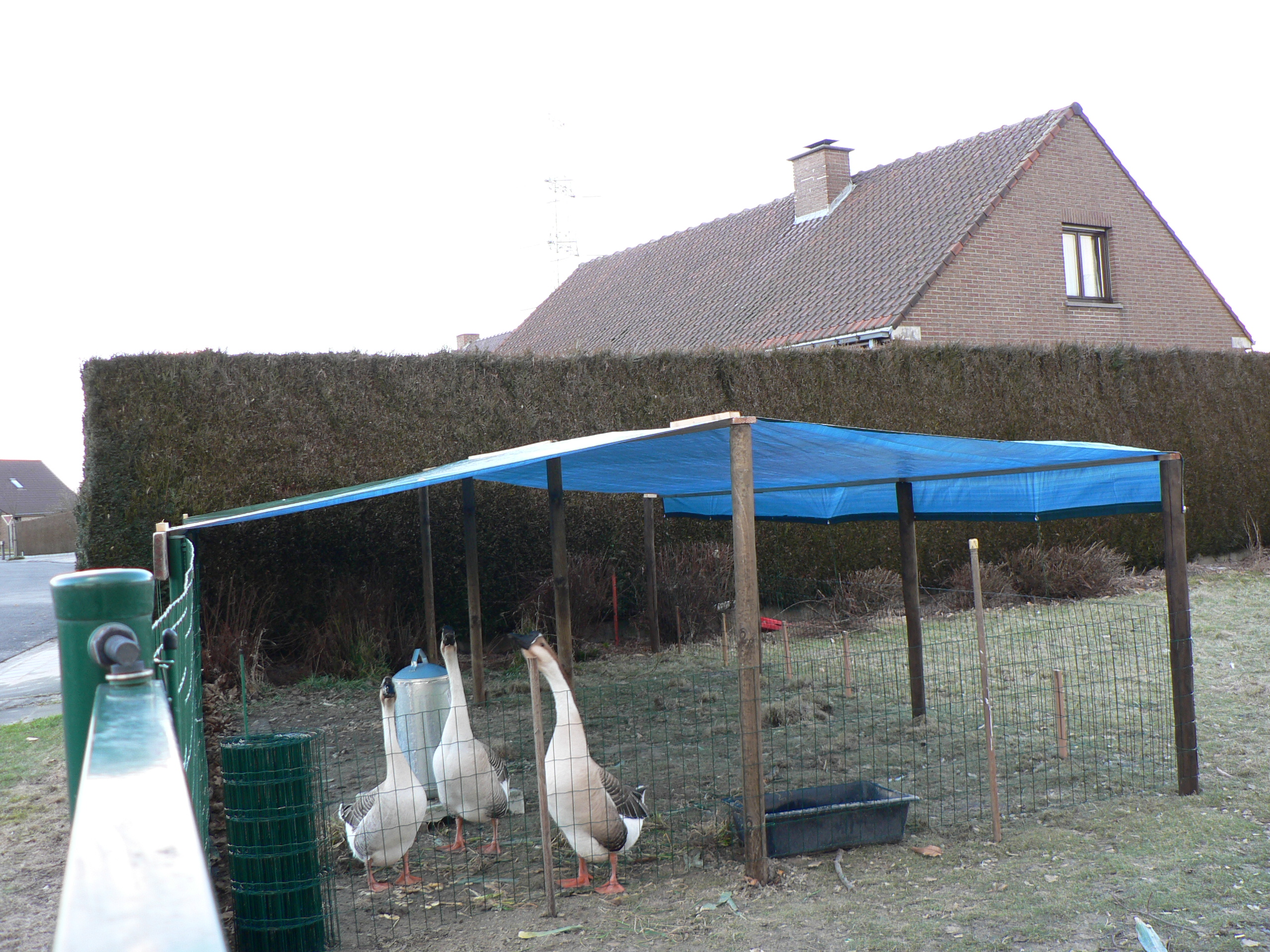
Afgeschermde ganzen

Een ophokplicht of afschermplicht is de verplichting om alle pluimvee opgehokt of afgeschermd in hun hok te houden. Een ophokplicht wordt vaak ingesteld bij een uitbraak van vogelgriep om de verspreiding hiervan tegen te gaan.
In 2005 werd in België, Nederland en nog andere Europese landen een ophokplicht ingevoerd als voorzorgsmaatregel tegen de verspreiding van de vogelgriep.
Nederland voerde de ophokplicht in voor pluimveebedrijven vanaf 22 augustus 2005. Ook vanaf november 2016 werd in Nederland een maandenlange ophokplicht ingesteld tegen de vogelgriep. Deze eindigde op 19 april 2017 na vijf maanden. Dit was de langste ophokplicht ooit in Nederland. Het leverde veel economische schade op voor pluimveebedrijven omdat er gedurende de ophokplicht geen vrije uitloopeieren verkocht konden worden. Ook vanaf december 2021 gold een dergelijke maandenlange ophokplicht tegen de vogelgriep waardoor vanaf die datum eveneens geen vrije uitloopeieren verkocht konden worden. Dit gold ook voor november 2023 t/m april 2024 en vanaf november 2024. Ook in deze periodes gold een dergelijke maandenlange ophokplicht tegen de vogelgriep.
In België was de ophokplicht sinds begin oktober 2005 van kracht voor professionele pluimveehouders en vanaf 31 oktober 2005 ook voor particulieren (die zogenaamde hobbykippen hebben) in gevoelige natuurgebieden, dit zijn zones van één kilometer rond rust- en doortrekplaatsen van migrerende watervogels. Op 8 december 2005 werd deze regeling weer versoepeld. Na het opduiken van de vogelgriep in Duitsland werd de ophokplicht tussen 1 maart en 30 april 2006 opnieuw ingevoerd.

## Trivia
- De term "ophokplicht" wordt in Nederland ook wel gebruikt voor de uren waarin scholieren in een klaslokaal moeten zitten zonder dat er lesgegeven wordt om te voldoen aan de 1040-urennorm.